# Jana Velďáková
Jana Velďáková (Rožnava, 3. lipnja 1981. - ) je slovačka atletičarka specijalizirana za skok u dalj, osvajačica zlatnog odličja s Europskih igara 2015. u Bakuu.
Svoj osobni rekord vani (6,72 m) postavila je na mitingu u Košicama 2008., a u otvorenom (6,56 m) u Stuttgartu 2007. na Svjetskim atletskim finalima.

## Karijera

### Juniorska karijera
Svoj prvi juniorski nastup ostvarila je na Svjetskom juniorskom prvenstvu u atletici 2000. u čileanskom Santiagu, gdje je skočila 5,70 metara i zauzela 12. mjesto. Osim nastupa na još nekoliko mitinga, nastupila je i na Europskom prvenstvu do 23 godine, gdje je zauzela 8. poziciju i preskočila 6,02 metra. Na istom natjecanju, u poljskom Bydgoszczu, nastupila je i dvije godine poslije, ali ovaj put je ostvarila lošiji rezultat. S preskočenih 6 metara osvojila je 18. mjesto. Iste godine nastupila je i na Univerzijadi u Daeguu, u Južnoj Koreji. Skočivši 6,17 metara oborila je svoj rekord i osovjila 8, mjesto u završnici. Na Univerzijadama je nastupila još dva puta - 2005. (11. mjesto) i 2007. (10. mjesto).

### Seniorska karijera
Nastupom na Europskom dvoranskom prvenstvu 2005. u Madridu, Velďáková je započela svoju senirosku karijeru. Iako u Madridu nije ostvarila osobit rezultat, 4,30 metara i 22. mjesto u kvalifikacijama, redovito je nastupala na Europskim dvoranskim prvenstvima - 2007., 2009., 2011., 2013. i 2015., ali nijednom se nije uspjela kvalificirati u završnicu. Na Olimpijske igre plasirala se dva puta, tako da je u Pekingu 2008. bila bez plasmana, a u Londonu 2012. 27. s preskočenih 6,18 metara.
Prvi nastup na  Europskim prvenstvima ostvarila je 2006. u švedskom Göteborgu, gdje je osvojila posljednje, 12. mjesto, u završnci skočivši 6,29 metara. Četiri godine kasnije, na Europskom prvenstvu 2010. u Barceloni skočila je 6,69 m u kvalifikacijama i osvojila 6. mjesto, koje ju je odvelo u završnicu natjecanja, gdje je skočila 6,54 metara i osvojila 9. mjesto. Odličan rezultat ostvarila je i na Europskom prvenstvu u atletici 2014. u Zürichu, gdje je osvojila 17. mjesto u kvalifikacijama zahvaljujući skoku od 6,24 metra.
Na Svjetskim prvenstvima nastupila je tri puta, ali ni na jednom se nije uspjela kvalificirati u završnicu. Tako je na Svjetskom prvenstvu 2009. u Berlinu osvojila 32. mjesto (6,16 m), u Moskvi 2013. 19. mjesto (6,48 m), a na Svjetskom prvenstvu u atletici 2015. u Pekingu, kao jedna od 16 slovačkih predstavnika, preskočila najdalje (u svim svojim nastupima na Svjetskim prvenstvima) - 6,56 metara, što je bilo dovoljno za 17. mjesto koje ne vodi u završnicu.
Najveći uspjeh u karijeri ostvarila je osvajanjem zlata na I. Europskim igrama 2015. u Bakuu, gdje je skokom od 6,68 metara u posljednjoj (četvrtoj seriji) "pomela konkurenciju" i osvojila zlatno odličje.

## Vanjske poveznice
- Jana Velďáková na iaaf.org